# أبو عشر
أبو عُشًرْ مدينة تقع وسط ولاية الجزيرة في السودان، بين النيل الأزرق والطريق القومي الذي يربط الخرطوم بمدينة ود مدني على ارتفاع 349 متر فوق سطح البحر (1295 قدم) بمسافة تبعد عن الخرطوم حوالي 100 كيلومتر (62 ميل) جنوباً، وتعتبر إحدى المحطات الرئيسية في هذا الطريق .

## سبب التسمية
سميت أبو عشر بهذا الاسم لكثرة نبات العُشر فيها، تقول إحدى الروايات في تفسير معنى الاسم بينما ترجع سبب التسمية في رواية أخرى إلى الألفة والعشرة، لتعاشر الناس والعشائر فيها، فعرف المكان بأبي العُِشرة الذي حرف إلى أبو عشر.

## الموقع
تقع أبو عشر على ضفاف النيل الأزرق، وتحدها من جهة الشمال قرية ود الماجدي ومن جهة الجنوب قرية الطالباب ومن الشمال الشرقي مدينة الهلالية ومن الغرب قرية عديد أبوعشر والسلمة والمحيريبا وحلة عباس
جدول يبين المسافة بين أبو عشر وبعض البلدات والمدن
| البلدة أو المدينة | المسافة بالكيلومتر | المسافة بالميل |
| ----------------- | ------------------ | -------------- |
| الطالباب          | 6.4                | 4              |
| الهلالية          | 4.8                | 3              |
| الجميعابي         | 9.6                | 6              |
| الكاملين شرق      | 11.2               | 7              |
| رفاعة             | 21                 | 13             |
| طابت              | 39                 | 24             |
| المناقل           | 74                 | 45             |

## المساحة
تبلغ مساحة أبو عشر الإجمالية حوالي 9 كلم2 .

## السكان
يقطن في أبو عشر حوالي عشرين ألف نسمة، ينتمون إلى مختلف المجموعات القبلية في السودان.

## الرعاية الصحية
يوجد بالمدينة مستشفى واحد هو مستشفى أبو عشر التعليمي الذي تأسس في عام 1929، واستقبل أول بعثة طبية صينية للسودان ، ولذلك عرف أيضاً بالمستشفى الصيني. ويوجد بها مجموعة من المراكز الصحية مركز السراج المنير ومركز مكة ومركز الحكمة الخيري البلسم الطبي ومركز الهجرة ومجموعة كبيرة من الصيدليات .

## النشاط الإقتصادي
يعتمد سكان أبو عشر على الزراعة وذلك بحكم وقوع المدينة داخل مشروع الجزيرة الزراعي، بجانب التجارة وخدمات النقل والحرف وموظفو الحكومة.

## مشاهير أبو عشر
- البروفسير حسن عثمان عبد النور وزير الزراعة ومدير الصمغ العربي سابقا
- الأستاذ بابكر عثمان عبد النور مدير البنك الزراعي سابقا
- الشاعر والدبلوماسي السوداني الهادي آدم
- الشاعر الغنائي حميدة أبو عشر
- صبحي، لاعب سابق بفريق الهلال
- خوجلي أبو الجاز لاعب سابق بالمريخ
- عوض الجيد محمد أحمد (قاضي)
- الخليفة حمد الخليفة محمد الفكي عبد الرحمن / مسجد وخلاوي الفكي الأمين
- الشيخ الأمين الخليفة محمد الفكي عبد الرحمن / مسجد وخلاوي الفكي الأمين ومن المشاهير أيضا الشاعر النعيم محمد نور.. له العديد من القصايد التي يقصد بها الطرق الصوفية. وأيضا من فناني الحقيبة
- من رجال الحكمة سليمان محمد سليمان (آل حجير ).

## الرياضة
تعتبر لعبة كرة القدم من أبرز أنواع الرياضة في المدينة وتوجد عدة فرق لكرة القدم على مختلف درجات الدوري منها:
- نادي النصر
- نادي الشاطئ
- نادي الرياض
- نادي المشعل
- نادي الهلال

## التعليم
توجد في مدينة أبو عشر إحدى عشر مدرسة أساس للبنين والبنات، وثلاث مدارس ثانوية. وسبع رياض أطفال و خلوتين لتحفيظ القرآن وأثني عشرة مسجدا.

## النقل
- طريق ودمدني - الخرطوم
- خط السكة الحديدية القادم من سنار في اتجاه الخرطوم عبر ود مدني .

لا يوجد مطار في أبو عشر وأقرب مطار إليها هو مطار الخرطوم الدولي الواقع على بعد 100.8 كيلومتر ( 62.6 ميل)
أو مطار ود مدني على بهد 70.2 كيلزمتر (43.1 ميل).